# 丹嫩贝格
易北河畔丹嫩贝格（德語：Dannenberg (Elbe)），通称丹嫩贝格（德語：Dannenberg，發音：[ˈdanənˌbɛʁk]），是德国下萨克森州吕肖-丹嫩贝格县的城市，面积76.62平方千米，2023年12月31日人口为8,316人。